# Заріпова Нізорамо
Нізорамо Заріпова (6 листопада 1923, село Пушьоні-Пойон, тепер джамоату імені Худойора Раджабова Восейського району Хатлонської області, Таджикистан — 20 листопада 2024, місто Душанбе, Таджикистан) — радянська таджицька державна діячка, секретар ЦК КП Таджикистану. Депутат Верховної ради Таджицької РСР 4-го, 6-го, 8—10-го скликань. Депутат Верховної Ради СРСР 5—6-го скликань.

## Життєпис
Народилася в селянській родині Одіна Махсума в селі Пушьоні-Пойон (за іншими даними — в селі Шехвесі) Ферганської області Бухарської Народної Радянської Республіки. Батько помер у 1928 році. Виховувалася в родині вітчима Заріфа, взяла його прізвище.
З 1937 року навчалася в Сталінабадському педагогічному училищі, навчання не закінчила. У 1940 році закінчила Кулябське педагогічне училище Таджицької РСР.
У 1941—1945 роках — завідувач відділу кадрів виконавчого комітету Кулябської міської ради депутатів трудящих.
У 1945—1947 роках — завідувач відділу шкіл Кулябського обласного комітету ЛКСМ Таджикистану
Член ВКП(б) з 1946 року.
У 1947—1952 роках — завідувач відділу із роботи серед жінок Кулябського обласного комітету КП(б) Таджикистану.
У 1952—1955 роках — слухач Вищої партійної школи при ЦК КПРС у Москві.
У 1955—1956 роках — завідувач відділу із роботи серед жінок ЦК КП Таджикистану.
4 серпня 1956 — 2 березня 1966 року — секретар ЦК КП Таджикистану.
Член президії Радянського жіночого комітету, член ради Міжнародної федерації жінок.
Одночасно в 1963—1964 роках — завідувач ідеологічного відділу ЦК КП Таджикистану.
24 березня 1966 — 29 березня 1985 року — заступник голови Президії Верховної ради Таджицької РСР.
З березня 1985 року — персональний пенсіонер у місті Душанбе.
Померла 30 листопада 2024 року в Душанбе. Похована на цвинтарі Сарі Осійо в Душанбе.

## Нагороди і звання
- два ордени Леніна
- три ордени Трудового Червоного Прапора
- два ордени «Знак Пошани»
- три медалі
- Почесні грамоти Президії Верховної ради Таджицької РСР